# Élections législatives de 1951 dans les Alpes-Maritimes
Les élections législatives françaises de 1951 se tiennent le 17 juin. Ce sont les deuxièmes élections législatives de la Quatrième République.

## Mode de scrutin
Représentation proportionnelle plurinominale suivant la méthode du plus fort reste dans 103 circonscriptions, conformément à la loi des apparentements : les listes qui se sont « apparentées » avant l'élection remportent tous les sièges de la circonscription si leurs voix ajoutées obtiennent la majorité absolue des suffrages exprimés. Il y a 629 sièges à pourvoir au total en France. Le vote préférentiel et le panachage sont admis. 
Dans le département des Alpes-Maritimes, cinq députés sont à élire.

## Élus
| Député sortant  | Parti | Parti | Groupe | Député élu ou réélu         | Parti | Parti | Groupe |
| --------------- | ----- | ----- | ------ | --------------------------- | ----- | ----- | ------ |
| Jean Médecin    |       | PRRRS | RRRS   | Jean Médecin                |       | PRRRS | RRRS   |
| Émile Hugues    |       | PRRRS | RRRS   | Émile Hugues                |       | PRRRS | RRRS   |
| Philippe Olmi   |       | CNIP  | RAPS   | Philippe Olmi               |       | CNIP  | CRAPS  |
| Virgile Barel   |       | PCF   | PCF    | Édouard Corniglion-Molinier |       | RPF   | RPF    |
| Henri Pourtalet |       | PCF   | PCF    | Marcel Dassault             |       | RPF   | RPF    |

## Listes candidates et apparentement
Le maire de Nice et député sortant Jean Médecin prend la tête d'une liste du « Rassemblement républicain », nom qui était également donné à sa liste lors des élections constituantes de 1946 et des élections législatives de la même année, et qui correspond aussi au parti politique local qu'il a créé en 1947,. Cette liste est investie par le Rassemblement des gauches républicaines (RGR), le Parti républicain, radical et radical-socialiste (PRRRS) et le CNIP. Les députés sortants Émile Hugues (PRRRS) et Philippe Olmi (CNIP) se trouvent respectivement en deuxième et troisième position sur la liste,.
La liste du RPF est menée par le général Édouard Corniglion-Molinier et par le « parachuté » Marcel Dassault,. Celle du PCF est conduite par les députés sortants Virgile Barel et le Cannois Henri Pourtalet. L'ancien maire de Nice Jacques Cotta est à la tête de la liste SFIO. Des socialistes dont trois conseillers généraux forment une liste dissidente de la SFIO qui est soutenue par l'UDSR et emmenée par le docteur Maffet,. Enfin, une liste du Rassemblement des groupes républicains et indépendants français (RGRIF) est menée par Lucien Gueguen, membre du conseil municipal de Nice siégeant dans le groupe RPF,.
Quatre listes sur les six en présence se sont apparentées : Rassemblement républicain, RPF, socialistes indépendants soutenus par l'UDSR, et RGRIF. Le département ne connait donc pas l'apparentement qui prévaut au niveau national entre partis de la Troisième force alliés face au RPF et au PCF.

### Liste du Rassemblement républicain
| N° | Candidats | Candidats         | Parti                     | Principales fonctions                                     |
| -- | --------- | ----------------- | ------------------------- | --------------------------------------------------------- |
| 01 |           | Jean Médecin      | Radical                   | Député-maire de Nice                                      |
| 02 |           | Émile Hugues      | Radical                   | Député-maire de Vence, conseiller général                 |
| 03 |           | Philippe Olmi     | CNIP                      | Député-maire de Villefranche-sur-Mer                      |
| 04 |           | Jean Ferron       | Rassemblement républicain | Directeur général honoraire de Banque Populaire, Cannes   |
| 05 |           | Bernard Issautier | Rassemblement républicain | Avocat, ancien bâtonnier, maire de Saint-Étienne-de-Tinée |

### Liste duRPF
| N° | Candidats | Candidats                   | Parti | Principales fonctions                                |
| -- | --------- | --------------------------- | ----- | ---------------------------------------------------- |
| 01 |           | Édouard Corniglion-Molinier | RPF   | Général                                              |
| 02 |           | Marcel Dassault             | RPF   | Industriel                                           |
| 03 |           | Joseph Robaut               | RPF   | Directeur commercial, adjoint au maire de Nice       |
| 04 |           | Henri Rambaud               | RPF   | Ingénieur naval, conseiller général, maire d'Antibes |
| 05 |           | Pierre Pasquini             | RPF   | Avocat, adjoint au maire de Nice                     |

### Liste du Parti communiste français
| N° | Candidats | Candidats          | Parti | Principales fonctions                                                                  |
| -- | --------- | ------------------ | ----- | -------------------------------------------------------------------------------------- |
| 01 |           | Virgile Barel      | PCF   | Instituteur retraité, député sortant, conseiller général, conseiller municipal de Nice |
| 02 |           | Henri Pourtalet    | PCF   | Horticulteur à Cannes, député sortant                                                  |
| 03 |           | Augustine Barucchi | PCF   | Dactylo                                                                                |
| 04 |           | Jean Laurenti      | PCF   | Horticulteur à Vence, ancien député, ancien sénateur                                   |
| 05 |           | Barthélemy Podesta | PCF   | Cadre du bâtiment, secrétaire de l'Union locale CGT de Nice, ancien résistant          |

### Liste de la Section française de l'Internationale ouvrière
| N° | Candidats | Candidats      | Parti | Principales fonctions                                             |
| -- | --------- | -------------- | ----- | ----------------------------------------------------------------- |
| 01 |           | Jacques Cotta  | SFIO  | Avocat, ancien résistant, ancien maire de Nice                    |
| 02 |           | Thérèse Roméo  | SFIO  | Professeur de lycée, conseillère municipale de Nice               |
| 03 |           | Jean Favre     | SFIO  | Chef de section à la Radiodiffusion française, maire de La Turbie |
| 04 |           | Gaston Armanet | SFIO  | Agriculteur à Pégomas                                             |
| 05 |           | Jean Gaissa    | SFIO  | Chef de division à la mairie de Nice                              |

### Liste de l'union démocratique et socialiste de la Résistance
| N° | Candidats | Candidats        | Parti | Principales fonctions                                             |
| -- | --------- | ---------------- | ----- | ----------------------------------------------------------------- |
| 01 |           | Hippolyte Maffet | UDSR  | Docteur en médecine, conseiller général du canton du Bar-sur-Loup |
| 02 |           | Lucien Bonhomme  | UDSR  | Docteur en médecine, conseiller général du canton de Saint-Auban  |
| 03 |           | André Reynaud    | UDSR  | Négociant importateur                                             |
| 04 |           | Charles Imbert   | UDSR  | Avocat                                                            |
| 05 |           | André Pruvost    | UDSR  | Directeur de chantier                                             |

### Liste du Rassemblement des groupes républicains et indépendants français
| N° | Candidats | Candidats      | Parti | Principales fonctions                                |
| -- | --------- | -------------- | ----- | ---------------------------------------------------- |
| 01 |           | Lucien Guéguen | RGRIF | Administrateur de sociétés, adjoint au maire de Nice |
| 02 |           | Marc Rainaut   | RGRIF | Architecte                                           |
| 03 |           | Marcel Mas     | RGRIF | Directeur de la caisse artisanale                    |
| 04 |           | Roger Béard    | RGRIF | Docteur en médecine à Saint-Martin-du-Var            |
| 05 |           | Jean Garibaldi | RGRIF | Avocat                                               |

## Résultats
Les listes apparentées recueillent 123 346 voix ce qui représente plus de 50 % des suffrages exprimés (57,7 %). Elles remportent par conséquent tous les sièges en jeu. Ces derniers sont répartis à la proportionnelle entre les listes apparentées.
| Parti                | Parti                | Tête de liste               | Résultats | Résultats | Sièges |  |
| Parti                | Parti                | Tête de liste               | Voix      | %         |        |  |
| -------------------- | -------------------- | --------------------------- | --------- | --------- | ------ |  |
|                      | RR (RGR-PRRS-CNIP) * | Jean Médecin                | 74 209    | 34,70     | 3      |  |
|                      | PCF                  | Virgile Barel               | 70 195    | 32,82     | 0      |  |
|                      | RPF *                | Édouard Corniglion-Molinier | 39 582    | 18,51     | 2      |  |
|                      | SFIO                 | Jacques Cotta               | 19 399    | 9,07      | 0      |  |
|                      | Soc. ind. (UDSR) *   | Hippolyte Maffet            | 5 409     | 2,53      | 0      |  |
|                      | RGRIF *              | Lucien Gueguen              | 4 146     | 1,94      | 0      |  |
|                      |                      |                             |           |           |        |  |
| Inscrits             | Inscrits             | Inscrits                    | 268 211   | 100,00    | 5      |  |
| Votants              | Votants              | Votants                     | 218 651   | 81,52     |        |  |
| Exprimés             | Exprimés             | Exprimés                    | 213 874   | 97,82     |        |  |
| * listes apparentées |                      |                             |           |           |        |  |